# Équipe d'Allemagne de l'Est de football en 1966
Il s'agit des matchs de la sélection est-allemande au cours de l'année 1966.

## Matchs et résultats
| Match amical                              | Allemagne de l'Est                         | 4 – 1   | Suède        | Stade central, Leipzig                                     |                                                            |
| 27 avril 1966 · Historique des rencontres | R. Ducke 2e · Nöldner 8e 23e · Frenzel 57e | (3 - 1) | 43e Kindvall | Spectateurs : 50 000 Arbitrage : M. van Ravens ( Pays-Bas) | Spectateurs : 50 000 Arbitrage : M. van Ravens ( Pays-Bas) |

| Match amical                               | Allemagne de l'Est                                                | 5 – 2   | Chili                         | Stade central, Leipzig                                  |                                                         |
| 2 juillet 1966 · Historique des rencontres | Nöldner 3e · Frenzel 44e · Vogel 72e · Fräßdorf 79e · Geisler 86e | (2 - 0) | 62e (pen.) Tobar · 81e Marcos | Spectateurs : 45 000 Arbitrage : M. Engblom ( Finlande) | Spectateurs : 45 000 Arbitrage : M. Engblom ( Finlande) |

| Match amical                                 | Allemagne de l'Est                                                    | 6 – 0   | Égypte | Stade Ernst-Thälmann, Karl-Marx-Stadt                              |                                                                    |
| 4 septembre 1966 · Historique des rencontres | Pankau 9e · Erler 15e 36e · Vogel 85e · Irmscher 86e · Engelhardt 89e | (3 - 0) |        | Spectateurs : 18 000 Arbitrage : M. Menschikov ( Union soviétique) | Spectateurs : 18 000 Arbitrage : M. Menschikov ( Union soviétique) |

| Match amical                                  | Allemagne de l'Est     | 2 – 0   | Pologne | Stade Georgi-Dimitroff, Erfurt                         |                                                        |
| 11 septembre 1966 · Historique des rencontres | Erler 53e · Körner 89e | (0 - 0) |         | Spectateurs : 30 000 Arbitrage : M. Ritter ( Roumanie) | Spectateurs : 30 000 Arbitrage : M. Ritter ( Roumanie) |

| Match amical                                  | Allemagne de l'Est        | 2 – 0   | Roumanie | Stade de l'amitié, Géra                                    |                                                            |
| 21 septembre 1966 · Historique des rencontres | Nöldner 62e · Frenzel 89e | (0 - 0) |          | Spectateurs : 20 000 Arbitrage : M. Jennings ( Angleterre) | Spectateurs : 20 000 Arbitrage : M. Jennings ( Angleterre) |

| Match amical                                | Union soviétique              | 2 – 2   | Allemagne de l'Est         | Stade Lénine, Moscou                                    |                                                         |
| 23 octobre 1966 · Historique des rencontres | Strelzov 21e · Tchislenko 52e | (1 - 1) | 22e Fräßdorf · 68e Nöldner | Spectateurs : 50 000 Arbitrage : M. Enckell ( Finlande) | Spectateurs : 50 000 Arbitrage : M. Enckell ( Finlande) |